# Ehrentraut Katstaller Schott
Ehrentraut Katstaller Schott (Viena, Austria, el 30 de enero de 1924) es la primera mujer en ejercer la arquitectura en El Salvador.

## Primeros años
Ehrentraut Katstaller Schott (nacida Ehrentraut Schott) nació en Viena, Austria, el 30 de enero de 1924, hija única de Franz Schott y Therese Enzenhofer. En 1942 se graduó de bachiller en la Escuela Secundaria, y se inscribió en la Universidad Técnica de Viena en 1943.

## Trayectoria
Su trayectoria laboral inicia desde sus primeros años de estudio, trabajó para diferentes empresas en Austria. Fue asistente de Raymund Schüller en Innsbruck, de 1945 a 1946. En julio de 1948, a la edad de 24 años obtuvo el título de Ingeniera de la Universidad Técnica de Graz, Austria, y en 1950 obtuvo un postgrado en Arquitectura en la Academia de Bellas Artes de Viena. Durante su estancia en la Academia de Bellas Artes fue asistente del arquitecto alemán Louis Welzenbacher (1889 – 1955), quien la envió posteriormente, por motivos de trabajo, a Kronberg, Alemania. Luego abrió su propia oficina en Frankfurt junto a Karl Katstaller (1921 – 1989).
Durante estos años participó junto a Karl Katstaller en concursos de arquitectura, y ganó uno con el tema: “Calefacción de gas en viviendas mínimas”, el cual consistió en el diseño de  instalaciones de agua potable y caliente para cocina y baño en viviendas  multifamiliares.
En el año de 1952 se integró, junto a su esposo el Arq. Karl Katstaller, al Ministerio de Obras Públicas de El Salvador (MOP) en la Dirección de Urbanismo y Arquitectura (DUA), para desarrollar el proyecto de reconstrucción en los pueblos de Chinameca y Jucuapa, destruidos por el terremoto de 1951, siendo la primera mujer en ser contratada por la Dirección de Urbanismo y Arquitectura de forma oficial.

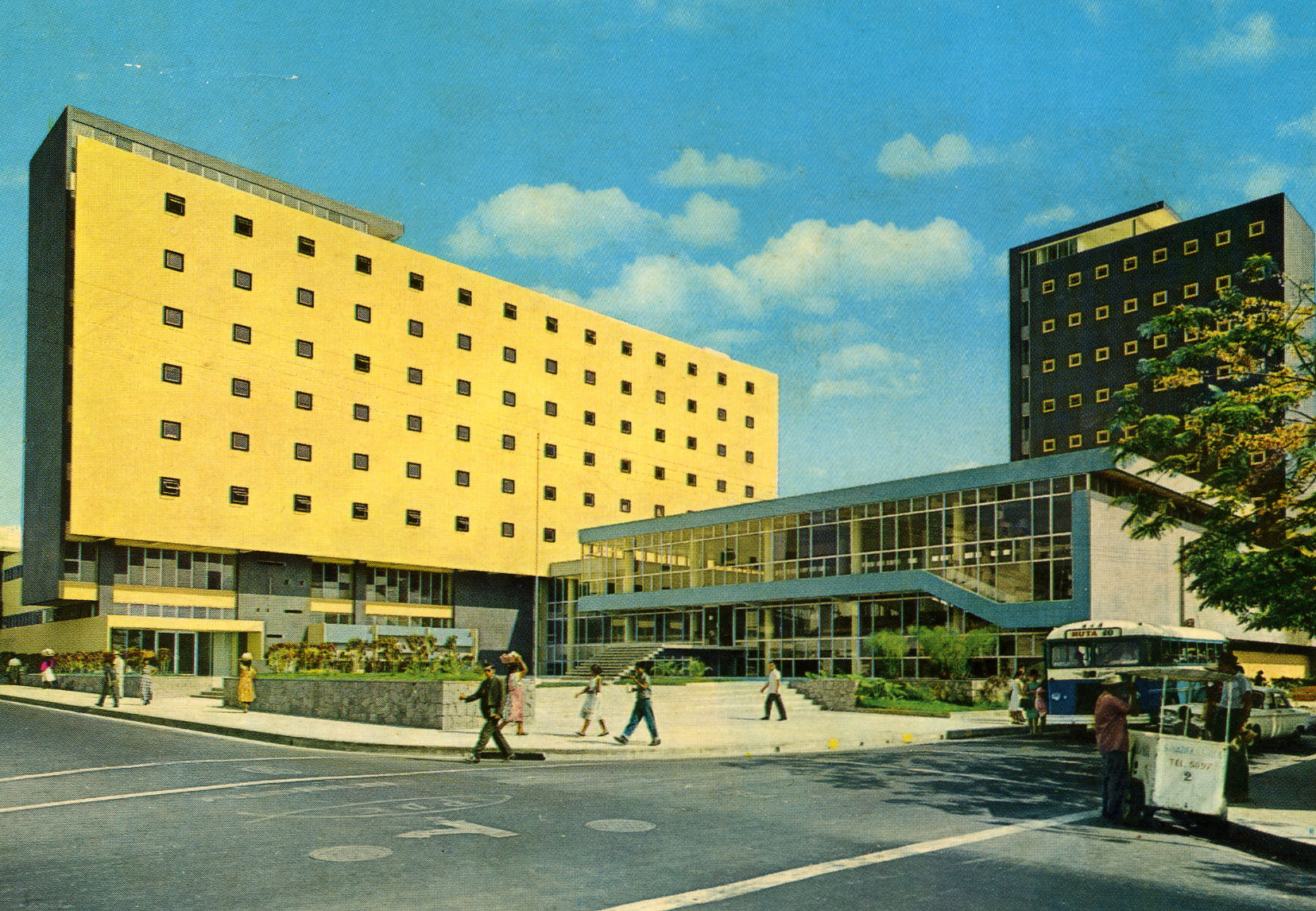
Ehrentraut Katstaller Schott, Karl Katstaller y Armando Muñiz (1959). Ministerio de Educación y la Biblioteca Nacional.

Desde este año hasta 1960, Katstaller Schott colaboró con el MOP diseñando numerosos mercados, alcaldías y centros escolares, de forma individual o en colaboración con Karl Katstaller, entre los cuales se puede mencionar: la Alcaldía de Nahuizalco (1952), el Mercado de San Vicente (1958), el Mercado de Coatepeque (1953), el Mercado de Colón (1954), Centros Escolares en Guazapa (1955), Aguilares (s.f.), Zacatecoluca (1953), Ahuachapán (1959), la Escuela Nacional de Agricultura ENA (1954), entre otros. Posteriormente realizaron algunos proyectos para la DUA y el Instituto de Colonización Rural (ICR) como el Estadio Óscar Quiteño en Santa Ana (1963), las Oficinas Centrales de CEPA en el Puerto de Acajutla (1958), Ministerio de Educación y la Biblioteca Nacional junto al arquitecto Armando Muñiz (1959), los edificios de la Facultad de Ingeniería y Arquitectura  de la Universidad de El Salvador (UES) (1955), entre otros proyectos.
En paralelo a su desarrollo laboral en la DUA, Katstaller Schott se incorporó a la Escuela de Arquitectura de la UES, inicialmente al validar su título obtenido en Viena como un requisito indispensable para ejercer la carrera en el país, convirtiéndose en la primera mujer en obtener el título de arquitectura por parte de la Universidad de El Salvador. Posteriormente, entre los años 1954 y 1963 impartió las materias de Geometría Descriptiva, Teoría de la Arquitectura, Perspectiva a Lápiz, entre otras, siendo la única mujer que ejercía la docencia en la carrera de arquitectura de 1954 a 1963.
De manera privada, de 1958 a 1960 Katstaller Schott trabajó para la empresa constructora Prieto y Perla en el diseño del Hospital General del Instituto Salvadoreño de Seguro Social ISSS (1960), específicamente en el diseño del edificio administrativo, el área de consulta externa y los laboratorios. Durante este mismo período consolidó su práctica privada al fundar en 1961 su propia empresa CONSTRUCTA, S.A. junto a su esposo Karl Katstaller y  a los ingenieros Mauricio Stübig y Víctor Noubleau, en la cual fungió como directora hasta 1969. Desde CONSTRUCTA diseñaron y construyeron proyectos privados para el Instituto Regulador de Abastecimientos (IRA) en varias zonas del país, como los silos de granos de Acajutla (1964), las oficinas administrativas en la zona industrial “El Plan de Laguna” para empresas Deininger (1961), los silos y molino de FAMOSA (1962), el Colegio Alemán en Guatemala y la Escuela Alemana de San Salvador (1970), el Pabellón Alemán para la Feria Internacional (1967), así como residencias privadas y urbanizaciones.
En el año 1969 Katstaller Schott formó parte de la primera junta directiva del Colegio de Arquitectos de El Salvador (CADES). Su labor como arquitecta en El Salvador fue  reconocida  en el año 2004 al recibir el “Premio al Arquitecto del Año”, otorgado por el CADES; posteriormente recibió el “Reconocimiento por 61 años de Trayectoria Profesional”, otorgado también por CADES en el año de 2011.